# Бихавски рејон
Бихавски рејон (блр. Быхаўскі раён; рус. Бы́ховский райо́н) је административна јединица другог нивоа у централном и јужном делу Могиљовске области на истоку Републике Белорусије.
Административни центар рејона је град Бихав.

## Географија
Бихавски рејон обухвата територију површине 2.263,16 км² и највећи је рејон по површини у Могиљовској области. Граничи се са 5 рејона Могиљовске области (Киравски, Кличавски, Могиљовски, Чавуски и Славгарадски) и са Рагачовским рејоном Гомељске области на југу.
Најважнији водоток је река Дњепар са својим десним притокама од којих је најважнија Друт. У источном делу рејона уз обале Дњепра налази се пространа Годиљовска мочвара, док је на западу на реци Друт подигнуто вештачко Чигиринско језеро.

## Историја
Рејон је основан 17. јула 1924. године. Све до јула 1930. био је у саставу Могиљовског округа, а у садашњој Могиљовској области је од 15. јануара 1938. године.

## Демографија
Према резултатима пописа из 2009. на том подручју стално је било насељено 35.148 становника или у просеку 15,59 ст/км², од чега нешто мање од половине живи у урбаним срединама.
Основу популације чине Белоруси (92,46%), Руси (5,61%), Украјинци (1,24%) и остали (0,69%).
Административно рејон је подељен на подручје града Бихава који је уједно и административни центар рејона, и на још 13 сеоских општина.

## Саобраћај
Кроз рејон пролази железница Могиљов—Жлобин и аутопутеви Могиљов—Гомељ и Могиљов—Бабрујск. Река Дњепар је пловна на делу тока кроз овај рејон.